# 美第奇银行
美第奇银行（義大利語：Banco dei Medici，1397年－1494年）是15世纪欧洲最著名的银行之一。 据估计，在某一时期内美第奇家族甚至是全欧洲最富裕的家庭。通过这些惊人的财富，美第奇家族牢牢掌握了佛罗伦萨的权力，并进一步扩展到整个意大利以致全欧洲。
美第奇银行一个值得称道的贡献是通过复式簿记的方法促进了分类记账系统的发展。
乔凡尼·德·美第奇是家族中是第一个进入银行业务的人，随后他逐渐成为佛罗伦萨政府中有影响的人物。但直到1434年，他的儿子科西莫·德·美第奇时，美第奇家族才真正成为佛罗伦萨共和国的实际统治者。

## 延伸阅读
- Parks, Tim, , W. W. Norton & Company, Inc., 2005, ISBN 0-393-05827-1
- Grunzwig, Armand, , Brussels, 1931, OCLC: 1973038 - (A compilation of correspondence between the Medici bank branch at Bruges and the home branch in Florence.)
- Sieveking, Heinrich Johann, , Leipzig, 1905, LCCN: 05-23618
- von Reumont, Alfred; Harrison, Robert, , London, 1876, OCLC: 576516
- Holmes, George, , Rubinstein, Nicolai  (编),  1, London: Northwestern University Press: 357–380, 1968, OCLC: 929397.
- Rubinstein, Nicolai, , Rinascimento xxii, 1982, xxii: 115–164.
- Brown, Alison, , Jl. Warburg and Courtauld Insts. xlii, 1979, xlii: 81–103.